# Contea di Xunyi
La contea di Xunyi (旬邑县S, Xúnyì XiànP) è una contea della Cina, situata nella provincia dello Shaanxi e amministrata dalla prefettura di Xianyang.